# Chronik des Kriegs in Israel und Gaza, Dezember 2023 und Januar 2024
Die Chronologie des Krieges in Israel und Gaza, Dezember 2023 und Januar 2024 dokumentiert die Entwicklungen seit dem Terrorangriff der Hamas auf Israel vom 1. Dezember 2023 bis zum 31. Januar 2024. Für den zeitlichen Ablauf des kompletten israelisch-palästinensischen Konflikts siehe Chronologie des israelisch-palästinensischen Konflikts.

## Dezember 2023

### 1. Dezember
Nach dem Auslaufen der Waffenruhe hielt die Hamas immer noch 137 Geiseln fest. Sowohl Israel als auch die USA machten die Hamas für das Ende des Waffenstillstands verantwortlich: Sie habe keine Liste freizulassender Geiseln vorgelegt und die Waffenruhe durch Angriffe gebrochen. Dadurch gingen die Kampfhandlungen im Gazastreifen, in Israel und an der Nordgrenze zum Libanon weiter. Am frühen Morgen bestätigten israelische Militärs die erste abgefangene Rakete im Umland von Sderot. Im Laufe des Tages feuerten Hamas und Islamischer Dschihad Raketen auf Israel und Jerusalem. Im Norden Israels wurden Stellungen der Hisbollah im Libanon angegriffen sowie deren Einheiten getroffen. Das israelische Militär griff im Laufe des Tages 200 Ziele der Hamas im Gazastreifen an; so seien Tunnelschächte und Raketenabschussrampen sowie weitere Hamas-Infrastruktur getroffen worden.

### 4. Dezember
Das israelische Militär vermeldete, seine Bodenoffensive auf den Süden des Gazastreifens ausgeweitet zu haben. Zudem wurden mehrere auf Israel fliegende Raketen aus dem Gazastreifen abgefangen. Auch aus dem Libanon vermeldete das israelische Militär Beschuss. Die IDF warnte die Gaza-Bevölkerung vor der Nutzung der wichtigsten Nord-Süd-Verbindung zwischen den Städten Chan Junis und Deir al-Balah. Bei einem US-Luftangriff im Nordirak wurden mehrere Kämpfer getötet, die sich zuvor zu mehreren Anschlägen auf US-Truppen bekannt hatten. Irakische Gruppen vermeldeten aufgrund der US-Unterstützung für Israel bei der Bombardierung des Gazastreifens seit dem 17. Oktober über 70 solcher Angriffe auf US-Streitkräfte.

### 5. Dezember
Das israelische Militär (IDF) teilte am frühen Morgen mit, nach Beschuss aus dem Libanon durch die Hisbollah deren Stellungen und Abschussorte angegriffen zu haben. In Folge der täglichen grenzüberschreitenden Schusswechsel starb erstmals ein libanesischer Soldat durch israelische Waffen. Palästinensische Medien berichteten von israelischen Luftangriffen auf Chan Yunis. Die IDF rückten im umzingelten Dschabaliya vor, eroberten ein „Sicherheitshauptquartier“ und stellten Waffen, Ausrüstung und Geheimdienstmaterial sicher.
Am Nachmittag teilten israelische Offiziere mit, bereits in den Zentren von Chan Yunis, Dschabaliya und Schudschaʿiya zu kämpfen. Der Tag wurde als einer der bisher intensivsten seit Beginn der Bodenoperation beschrieben. In einer Pressekonferenz informierte Premier Netanjahu darüber, dass die Hälfte aller Hamas-Bataillonskommandeure getötet worden sei; die Gruppe habe bis zu 24 Bataillone. Gleichzeitig hob er die Umzingelung von Chan Yunis und Dschabaliya sowie 110 bislang freigelassene Geiseln hervor. Darüber hinaus bekräftigte er das Ziel der Entmilitarisierung von Gaza durch die IDF.
Die schiitischen Huthi-Rebellen im Jemen griffen mehrfach Israel an: „Eine Ladung ballistischer Raketen“ sei auf militärische Ziele im Süden abgefeuert worden, erklärten die vom Iran unterstützten Rebellen. Die USA verhängten Visa-Beschränkungen gegen extremistische jüdische Siedler, die Gewalt gegen palästinensische Zivilisten im besetzten Westjordanland ausübten. Sie wollten jedem die Einreise verweigern, der dort „den Frieden, die Sicherheit oder die Stabilität […] untergräbt“. Der UN-Hochkommissar für Menschenrechte, Volker Türk, forderte eine gründliche Untersuchung sexueller Gewalt durch Hamas-Terroristen. Siehe: Terrorangriff der Hamas auf Israel 2023#Vergewaltigungen und sexualisierte Gräueltaten der Hamas gegen Frauen

### 6. Dezember
Das israelische Militär verkündete, mit der Flutung des Tunnelsystems im Gazastreifen mittels Meerwasser begonnen zu haben. Seit Beginn der Bodenoffensive im Gazastreifen seien 800 Schächte gefunden worden, die zum Tunnelsystem und zu Bunkern der Hamas führten.

### 8. Dezember
Ein Einsatz in der Nacht zur Rettung israelischer Geiseln scheiterte Armeevertretern zufolge. Es seien demnach mehrere Terroristen getötet sowie zwei Soldaten schwer verletzt worden. Die IDF teilten mit, über 450 Ziele im Gazastreifen angegriffen zu haben. In der Stadt Gaza zerstörten Truppen auf einem Universitätscampus Hamas-Strukturen; Raketenbestandteile und ein Tunnel seien entdeckt worden. Zudem wurden zwei weitere getötete israelische Soldaten bekannt, was deren Zahl auf 91 erhöhte.

### 9. Dezember
Die Syrische Beobachtungsstelle für Menschenrechte erklärte, drei Mitglieder der Hisbollah und ein Syrer seien in einem Auto im Süden Syriens nahe den Golanhöhen von einer israelischen Drohne getötet worden.
Das Welternährungsprogramm bezeichnete die Situation in Gaza als unhaltbar, es herrsche Chaos und Hunger, man fordere einen Waffenstillstand. Bis Ende November 2023 wären 65 % aller Gebäude im Norden des Gazastreifens beschädigt oder zerstört. Im Süden des Gazastreifens wären noch 85 % aller Gebäude intakt.
Die Palästinensische Autonomiebehörde in Ramallah versuchte sich intensiver in die Beratungen über eine Zukunftsregelung in der Region einzubringen. Ministerpräsident Mohammed Schtajjeh wolle an diesem Wochenende nach Katar fliegen, um dessen finanzielle Unterstützung für die Hamas an die Autonomiebehörde zu übertragen und ihr damit mehr Ressourcen zur Verwirklichung von Nachkriegszielen zu geben. Die schiitischen Huthi-Rebellen in Jemen drohten, künftig Schiffe jeglicher Nationalität auf dem Weg nach Israel an der Durchfahrt im Roten Meer zu hindern. In einer Erklärung hieß es, nur Frachtern, die Hilfsgüter für den Gazastreifen lieferten, werde die Durchfahrt gewährt.

### 10. Dezember
Wegen Hinweisen auf mögliche Anschlagspläne gegen Israelis auf Zypern wurden dort zwei Iraner festgenommen.
Das israelische Militär gab bekannt, seit Beginn des Krieges mehr als 22.000 Ziele im Gazastreifen attackiert zu haben. Israels Nationaler Sicherheitsberater Zachi Hanegbi berichtete, seit Beginn des Krieges seien 7000 Kämpfer der Hamas getötet worden. Er erklärte außerdem, dass die israelische Armee an die Kommandozentralen der Hamas in Dschabalia und Schedschaija herangerückt sei. Die Zahl der getöteten Palästinenser sei laut der von der Hamas kontrollierten Gesundheitsbehörde auf 17.700 gestiegen. Israels Ministerpräsident Benjamin Netanyahu forderte die Hamas auf, ihre Waffen niederzulegen. Er sagte, in den letzten Tagen hätten sich Dutzende Hamas-Terroristen den israelischen Streitkräften ergeben. Der Sprecher des bewaffneten Arms der Hamas, Abu Obaida, hatte zuvor eine Fortsetzung der Kämpfe gegen die israelischen Truppen angekündigt. Den Soldaten gelinge es allen Versuchen zum Trotz nicht, den „Widerstand“ der Hamas zu brechen, sagte Obeida. Er kündigte gleichzeitig an, dass keine Geisel den Gazastreifen lebend verlassen werde, wenn die Forderungen seiner Organisation nicht erfüllt würden.
Nach ihrer Freilassung aus der Gewalt der islamistischen Hamas beschrieben einige Israelis die schlimmen Umstände ihrer Geiselhaft. Ihre Erlebnisse hätten sie an den Holocaust erinnert.

### 12. Dezember
Die Generalversammlung der Vereinten Nationen stimmte auf der wieder aufgenommenen Zehnten Dringlichkeitssitzung mehrheitlich für den Resolutionsentwurf A/ES-10/L.27 Schutz von Zivilpersonen und Wahrung rechtlicher und humanitärer Verpflichtungen, der eine sofortige humanitäre Waffenruhe forderte. Die so verabschiedete Resolution A/RES/ES-10/22 forderte auch die sofortige und bedingungslose Freilassung aller Geiseln und die Einhaltung des Völkerrechts durch die Kriegsparteien. 153 Nationen stimmten für die Resolution, zehn – die USA, Israel, Österreich, Tschechien, Guatemala, Liberia, Mikronesien, Nauru, Papua-Neuguinea und Paraguay – stimmten dagegen; 23 enthielten sich, darunter auch Deutschland. Änderungsanträge der USA und Österreichs, die eine namentliche Nennung der Hamas im Zusammenhang mit dem Terrorangriff am 7. Oktober und den dabei erfolgten Geiselnahmen durchsetzen sollten, erhielten eine einfache Mehrheit, aber nicht die erforderliche Zweidrittelmehrheit. Der israelische UNO-Botschafter Gilad Erdan sagte, der einzige Effekt eines Waffenstillstands wäre, „das Überleben der Hamas zu sichern und das Überleben der völkermordenden Terroristen, die sich der Vernichtung Israels und der Juden verschrieben haben.“
Laut UNO-Angaben wurde seit dem Beginn des Krieges zwischen Israel und der Hamas knapp ein Fünftel der Infrastruktur im Gazastreifen zerstört. Auf einem am 26. November aufgenommenen hochaufgelösten Satellitenbild seien 37.379 beschädigte Gebäude identifiziert worden, erklärte das Satellitenprogramm UNOSAT, dies entspreche etwa 18 Prozent der Infrastruktur im Küstengebiet.

### 14. Dezember
Seit der Einrichtung einer Schutzzone für Zivilisten im Gebiet rund um die Ortschaft Al-Mawasi seien von dort 116 Raketen auf Israel abgeschossen worden, teilte das israelische Militär mit, 38 Geschosse seien innerhalb des Gazastreifens eingeschlagen. Beim seit Dienstag andauernden israelischen Militäreinsatz in der Stadt Dschenin wurden palästinensischen Angaben zufolge drei weitere Menschen getötet, insgesamt elf.
Die israelische Armee präsentierte Attrappen der Hamas, mit denen die Terroristen die Anwesenheit von Geiseln vorgetäuscht haben sollen, um israelische Soldaten in einen Hinterhalt zu locken.
Seit Beginn des Nahost-Krieges im Oktober wurden nach Angaben der Hisbollah-Miliz 100 ihrer Mitglieder an der libanesisch-israelischen Grenze getötet. Die Zusammenstöße verschärften sich in den vergangenen Wochen, blieben aber weitgehend auf wenige Grenzorte beschränkt. Tausende Anwohner auf beiden Seiten der Grenze flohen aus der Region. Die Streitkräfte Israels teilten mit, die libanesische Terrororganisation Hisbollah habe seit dem 7. Oktober Hunderte von Raketen auf Israel abgefeuert. Dabei sei eines von fünf Geschossen im Libanon selbst eingeschlagen, die Hisbollah schade mit ihren Angriffen israelischen und libanesischen Zivilisten gleichermaßen.
Das Westjordanland und der Gazastreifen müssten aus Sicht der USA unter eine gemeinsame Regierung gebracht werden, äußerte Jake Sullivan, der Sicherheitsberater des US-Präsidenten.
Die deutsche Generalbundesanwaltschaft gab die „Festnahme von vier mutmaßlichen Mitgliedern der terroristischen Vereinigung Hamas“ bekannt. Nach israelischen Angaben wurden in Dänemark sieben Personen mit Verbindungen zur Hamas festgenommen, die einen Anschlag geplant hätten.

### 15. Dezember
Der Sprecher der israelischen Armee berichtete, die Armee töte Hamas-Terroristen in den Tunneln unter dem Gazastreifen nun gezielt mit Sprengstoff: „Wir haben neue Kampfmethoden, die wir einsetzen werden, um Terroristen zu töten.“
Bei Kämpfen in Schedschaija im Norden des Gazastreifens töteten israelische Soldaten drei Geiseln, die zuvor ihre Hemden ausgezogen hatten und mit weißer Flagge auf die Soldaten zuliefen. Nachdem israelische Soldaten zwei der Geiseln erschossen hatten, floh die dritte Geisel verletzt in ein Gebäude und rief auf Hebräisch um Hilfe. Als der Mann kurz darauf wieder hervorkam, wurde er erschossen, obwohl der Bataillonskommandeur das Kommando zur Einstellung des Feuers gegeben hatte. Eine Untersuchung des IDFs stellte fest, dass dabei Einsatzregeln verletzt wurden. Israels Generalstabschef Herzi Halevi stellte klar, dass auf Menschen mit weißer Flagge, die sich ergeben wollen, nicht geschossen werden dürfe, auch wenn sich Soldaten wie hier in einer aktiven Kampfzone befänden. Bei der Tötung der Geiseln seien Einsatzregeln verletzt worden, betonte Halevi. „Die drei Geiseln haben alles getan, damit wir sie als solche erkennen – sie hatten ihre Hemden ausgezogen, damit wir sehen, dass sie keine Sprenggürtel tragen, und sie hielten eine weiße Flagge“, räumte Halevi ein. Der Vorfall löste in Israel Proteste Hunderter Menschen aus, die Ministerpräsident Benjamin Netanjahu und seiner Regierung vorwarfen, nicht genug zu tun, um Geiseln freizubekommen. Zwei Wochen später gab die israelische Armee neue Erkenntnisse bekannt, die unter anderem auf einer Analyse von Luftaufnahmen basierten. Demzufolge habe der Soldat, der zwei von ihnen tötete, von seiner Position aus nur eine eingeschränkte Sicht auf die Geiseln gehabt. Die zwei Soldaten, die den dritten Mann töteten, hätten den Befehl, das Feuer einzustellen, wegen des Lärms eines Panzers in der Nähe nicht gehört. Die Angaben ließen sich nicht unabhängig überprüfen. Generalstabschef Herzi Halevi betonte, die Angriffe „hätten verhindert werden können“, es habe dabei aber „keinen Vorsatz“ gegeben.
Israel öffnete eigenen Angaben zufolge den zusätzlichen Grenzübergang Kerem Schalom für Hilfslieferungen. Die Weltgesundheitsorganisation (WHO) begrüßte die Öffnung, erklärte jedoch, es müsse noch einiges getan werden, um sicherzustellen, dass die dringend benötigten Krankenhäuser in der gesamten Enklave mit medizinischen Hilfsgütern versorgt würden. Israel warf der Hamas vor, Hilfslieferungen für die Zivilbevölkerung im Gazastreifen zu stehlen. Es sei beschämend, dass die internationalen Hilfsorganisationen dies nicht verurteilten, hieß es aus dem Büro des israelischen Ministerpräsidenten Benjamin Netanjahu.

### 16. Dezember
Gemeinsam riefen der britische Außenminister David Cameron und die deutsche Außenministerin Annalena Baerbock zu einer erneuten Waffenruhe auf, ohne aber von Israel „eine allgemeine und sofortige Waffenruhe“ zu verlangen. Dies würde die Gründe ignorieren, warum Israel dazu gezwungen sei, sich selbst zu verteidigen, argumentierten sie: „Die Hamas hat Israel barbarisch angegriffen und feuert immer noch jeden Tag Raketen ab, um israelische Bürger zu töten.“ Die Hamas müsse „ihre Waffen niederlegen“, forderten Baerbock und Cameron.
Am selben Tag wurden zwei palästinensische Christen von israelischen Soldaten auf dem Gelände der katholischen Pfarrei der „Heiligen Familie“ in Gaza erschossen.

### 17. Dezember
Das israelische Militär gab bekannt, den bisher größten Tunnel der Hamas gefunden zu haben; er liege 400 Meter vom Erez-Grenzübergang zwischen Israel und dem Küstengebiet, sei breit genug für Autos und mit einem weitverzweigten Tunnelnetzwerk unter dem Gazastreifen verbunden. Das Tunnelnetz erstrecke sich rund 50 Meter unter der Erde über mehr als vier Kilometer. In den Tunneln wurden nach Angaben des israelischen Militärs Waffen gefunden. Nach einem Bericht von Zeit Online sollen Hamas-Terroristen über diese Tunnel Fahrzeuge für den Angriff am 7. Oktober in Grenznähe zu Israel gebracht haben.
Über den Grenzübergang Kerem Schalom gelangte ein erster Hilfskonvoi von insgesamt 79 Lastwagen mit humanitären Gütern von Israel aus in den Gazastreifen.
Die französische Außenministerin Catherine Colonna forderte eine „erneute umgehende und dauerhafte Feuerpause“.

### 18. Dezember
Als Reaktion auf den anhaltenden Beschuss der Huthi-Rebellen auf zivile Containerschiffe im Roten Meer, unter anderem der Al Jasrah einige Tage zuvor, beim Bab-el-Mandeb starteten die Vereinigten Staaten mit Verbündeten die multilaterale Operation Prosperity Guardian zum Schutz der Schifffahrt.

### 19. Dezember
Das Menschenrechtsbüro der Vereinten Nationen (OHCHR) forderte Israel auf, eine Untersuchung wegen „der möglichen Begehung eines Kriegsverbrechens“ durch seine Streitkräfte einzuleiten. Das OHCHR erklärte, „beunruhigende“ Informationen über eine Massenexekution von „elf unbewaffneten Palästinenser“ durch israelische Streitkräfte im Stadtteil Al Remal in Gaza-Stadt erhalten zu haben. Nach Zeugenaussagen hätten israelische Soldaten am 19. Dezember 2023 bei einer Razzia in einem Wohnhaus, in dem mehrere Familien lebten, eine Gruppe Männer von Frauen und Kindern getrennt und dann mindestens elf der Männer vor den Augen ihrer Familien erschossen. Anschließend sollen Soldaten die Frauen und Kinder in einen Raum befohlen und entweder auf sie geschossen oder eine Granate in den Raum geworfen haben, wobei ein Säugling und ein Kind schwer verletzt wurden. Die israelischen Behörden äußerten, die Vorwürfe entbehrten jeder Grundlage und sahen keine Notwendigkeit für eine „unabhängige, gründliche und wirksame Untersuchung dieser Vorwürfe“, die die Vereinten Nationen gefordert hatten. Israel beschuldigte die Vereinten Nationen, Behauptungen zu verbreiten, die nach Aussage Israels einem „Ritualmordvorwurf“, eine mittelalterliche antisemitische Anschuldigung, gleichkämen und forderte den Hochkommissar Volker Türk auf, die von seinem Büro erhobenen Anschuldigungen öffentlich zurückzuziehen.
Laut der Times of Israel gab der Direktor des Kamal-Adwan-Krankenhauses in Gaza in einem Verhör zu, Mitglied der al-Qassam-Brigaden zu sein. Nach seinen Angaben arbeiteten 16 Personen des Krankenhaus-Personals für die Hamas – darunter Ärzte und Krankenschwestern, zudem sollten auch mehrere Mitglieder der Al-Quds Brigaden im Krankenhaus angestellt sein. Nach seinen Angaben hatten ein Hamas-Führer sowie zwei Hamas-Funktionäre Büros im Krankenhaus. Es gebe dort für Verhöre vorgesehene Räume. Die Hamas habe zudem eine eigene Ambulanz, die sich farblich von den Medizinern für die Zivilbevölkerung unterscheide. Ein Video mit dem Verhör wurde veröffentlicht. Der amerikanische Nachrichtensender CNN schrieb hierzu, es sei jedoch unklar, ob die Aussage unter Zwang gemacht worden sei. Das Internationale Komitee des Roten Kreuzes betrachte die Veröffentlichung von Videos der Verhöre von Kriegsgefangenen im Allgemeinen als Verstoß gegen die Bestimmung der Genfer Konvention zum Schutz von Kriegsgefangenen vor „öffentlicher Neugierde“. Das Personal des Krankenhauses habe von Gräueltaten der israelischen Streitkräfte berichtet.

### 20. Dezember
Das israelische Militär gab bekannt, die Hamas-Hochburg Dschabaliya erobert zu haben. Dabei seien „hunderte Terroristen“ getötet und 500 Terrorverdächtige gefangen genommen worden. Die israelische Armee zerstörte nach eigenen Angaben unter anderem feindliche Kommandozentralen und Produktionsstätten für Raketen in Dschabaliya.

### 21. Dezember
Eine Analyse der Washington Post kam zu dem Schluss, die von Israel vorgelegten Materialien hätten nicht den Nachweis erbracht, dass das von israelischen Streitkräften angegriffene Schifa-Krankenhaus tatsächlich als eine Kommandozentrale der Hamas fungiert hätte. Die von den IDF-Truppen entdeckten Räume, die mit dem Tunnelnetzwerk verbunden seien, zeigten keine unmittelbaren Hinweise auf eine militärische Nutzung durch die Hamas, keines der fünf von IDF-Sprecher Hagari identifizierten Krankenhausgebäude scheine mit dem Tunnelnetzwerk verbunden zu sein, und es gebe keine Hinweise darauf, dass die Tunnel von den Krankenstationen aus zugänglich gewesen seien. Noch 2014 wurde in einem Artikel der Washington Post das Hospital als „das de-facto Hauptquartier der Hamasführer“ bezeichnet. Es seien dort Interviews gegeben worden und die Hamas habe die Bilder von verletzten Palästinensern für ihre Propaganda genutzt. Auch Amnesty International hatte im selben Jahr laut ZDF berichtet, „dass in den Kellerräumen des Krankenhauses von der Hamas entführte Personen verhört, gefoltert oder auf andere Weise misshandelt würden“. Erste Hinweise auf eine militärische Nutzung des Krankenhauses gab es im Jahr 2006 während des palästinensischen Bürgerkriegs zwischen der Hamas und der Fatah. Ein Arzt des Krankenhauses wurde in einem Bericht von 2007 zitiert: „Das medizinische Personal leidet unter Angst und Schrecken, insbesondere vor den Hamas-Kämpfern, die sich in jeder Ecke des Krankenhauses aufhalten.“
Die Weltgesundheitsorganisation (WHO) berichtet von einem Anstieg der humanitären Not im Gazastreifen; dort seien 1,4 Millionen Menschen in überfüllten Notunterkünften untergebracht. Die medizinische Versorgung im Gazastreifen kollabiere laut WHO; es seien noch neun von ehemals 36 Gesundheitseinrichtungen teilweise im Betrieb; der Rest, darunter alle Krankenhäuser im nördlichen Teil des Gazastreifens, seien wegen Treibstoff-, Personal- und Warenmangels außer Betrieb. Laut WHO gibt es im Gazastreifen durchschnittlich noch eine Dusche für 4500 Menschen und eine Toilette für 220 Personen. Der Mangel an sanitären Einrichtungen führte laut WHO zu einem Anstieg der Infektionszahlen; seit Mitte Oktober seien mehr als 100.000 Fälle von Durchfallerkrankungen und mehr als 150.000 Fälle von Infektionen der oberen Atemwege, wie auch Fälle von Meningitis, Hautausschlägen, Krätze, Läusen und Windpocken gemeldet worden, gleichzeitig würden im Dezember 2023 insgesamt 93 Prozent der Bevölkerung im Gazastreifen Hunger leiden.
Das israelische Militär gab bekannt, die vollständige operative Kontrolle über die Hamas-Hochburg Shejaiya in Gaza-Stadt übernommen zu haben. Tunnelschächte, die in zivilen Häusern gefunden worden seien, seien zerstört, Häuser hochrangiger Hamas-Mitglieder seien durchsucht sowie Geheimdienstmaterial beschlagnahmt worden. Ein Hamas-Hauptquartier des dortigen Bataillons sei erobert worden, es sei beim Terrorangriff am 7. Oktober genutzt worden.

### 22. Dezember
Die New York Times berichtete basierend auf Bildmaterial, Israel habe in den ersten sechs Wochen des Gaza-Krieges routinemäßig eine seiner größten und zerstörerischsten Bomben in Gebieten eingesetzt, die es gegenüber der Zivilbevölkerung als sicher benannt hätte. Die Untersuchung konzentrierte sich auf den Einsatz von 2.000-Pfund-Bomben in einem Gebiet im Süden des Gazastreifens. Israel habe die Zivilbevölkerung angewiesen, sich dorthin zu begeben, um vor Luftangriffen sicher zu sein. Trotzdem habe es dort über 200 Einschläge von 2.000-Pfund-Bomben gegeben. Bomben dieser Größe seien auch im Arsenal anderer westlicher Streitkräfte enthalten, würden aber laut Munitionsexperten von US-Streitkräften heute fast nie mehr in dicht besiedelten Gebieten eingesetzt. US-Beamte hätten Israel aufgefordert, mehr zu tun, um die Zahl der zivilen Opfer im Kampf gegen die Hamas zu verringern. Das Pentagon habe die Lieferungen kleinerer Bomben an Israel erhöht, die besser für städtische Gebiete wie Gaza geeignet seien. Trotzdem hätten die Vereinigten Staaten seit Oktober 2023 mehr als fünftausend 2.000-Pfund-Bomben des Typs Mark 84 nach Israel geschickt.
Der Sicherheitsrat der Vereinten Nationen verabschiedete die Resolution S/RES/2720 (2023) zur Aufstockung der humanitären Hilfslieferungen in den Gazastreifen. Der völkerrechtlich bindende Beschluss forderte alle Seiten dazu auf, „unverzüglich einen sicheren und ungehinderten humanitären Zugang“ in den Gazastreifen zu ermöglichen. Sie fordert Schutz für „zivile und humanitäre Einrichtungen, darunter Krankenhäuser, medizinische Einrichtungen, Schulen, Kultstätten und Einrichtungen der Vereinten Nationen sowie humanitäres Personal und Sanitätspersonal und die Transportmittel dieses Personals“. Auch die Voraussetzungen für eine nachhaltige Einstellung der Gewalt müssten geschaffen werden. Russland und die USA enthielten sich, Gegenstimmen gab es nicht. Die USA hatten zuvor auf der Streichung eines Teils des Texts bestanden, darunter ein Paragraf, der „alle Verstöße gegen das humanitäre Völkerrecht einschließlich aller willkürlichen Angriffe auf Zivilisten und zivile Objekte“ verurteilte, sowie eine in einer vorherigen Textversion geforderte unverzügliche Aussetzung der Gewalt, um Hilfslieferungen zu ermöglichen.

### 23. Dezember
Die iranischen Revolutionsgarden drohten nach einem Bericht der iranischen Nachrichtenagentur Tasnim mit der Blockade des Mittelmeers. Die USA und ihre Verbündeten sollten sich auf die Schließung des Mittelmeeres, der Straße von Gibraltar und anderer Wasserwege einstellen, falls die Verbrechen im Gazastreifen fortgesetzt würden, zitiert Tasnim Brigadegeneral Mohammad Resa Naqdi. „Raisi sagte, der Iran sei bereit, alle seine Kapazitäten zur Verfügung zu stellen, um den Völkermord des zionistischen Regimes zu stoppen und den Palästinensern Hilfe zukommen zu lassen“, berichtete das Staatsfernsehen in der Islamischen Republik.
Israel teilte mit, durch einen Luftschlag in Rafah einen hochrangigen Funktionär der Hamas getötet zu haben. Er sei demnach für die Beschaffung und Produktion von Waffen für die Hamas sowie den Schmuggel von Waffen aus dem Ausland nach Gaza und ins Westjordanland verantwortlich gewesen.

### 24. Dezember
Die israelische Armee gab bekannt, im Tunnelsystem im Bereich des Flüchtlingslagers Dschabalia die Leichen von fünf Geiseln gefunden zu haben. Das Netzwerk habe als Hamas-Kommandozentrum gedient; es seien vor der Zerstörung des Tunnelsystems Waffen, Geräte zu deren Herstellung sowie Wohnräume gefunden worden. Einer Schätzung zufolge soll Israels Militär bisher 7.860 Terroristen im Gazastreifen getötet haben.
Am Nachmittag traf Medienberichten zufolge eine Delegation des Islamischen Dschihad in Kairo zu Gesprächen ein.
Hamas-Mitglieder schossen im Süden des Gazastreifens nahe Rafah auf eine Gruppe junger palästinensischer Männer, die im Grenzgebiet zu Ägypten humanitäre Hilfsgüter an sich bringen wollten. Dabei seien ein Jugendlicher getötet und weitere Menschen verletzt worden; Palästinenser haben daraufhin laut Augenzeugenberichten im Süden des Gazastreifens gegen die Hamas protestiert, daran seien Dutzende Menschen beteiligt gewesen. Berichten zufolge wurde auch eine Polizeistation der Hamas angezündet. Ein Polizist des von der Hamas geführten Innenministeriums im Gazastreifen hatte bei dem Vorfall, als eine Gruppe von Menschen versucht hatte, Hilfsgüter auf Lastwagen an sich zu nehmen, einen 13-jährigen Jungen erschossen. Israel ging davon aus, dass die Hilfslieferungen für die Terroristen bestimmt waren, die sich im Tunnelsystem im Gazastreifen versteckten. Es habe immer wieder Augenzeugenberichte gegeben, denen zufolge bewaffnete Hamas-Mitglieder Hilfslieferungen in ihre Gewalt brachten.

### 25. Dezember
Angehörige der israelischen Gaza-Geiseln protestierten bei einer Sondersitzung des Parlaments in Jerusalem mit Sprechchören gegen eine Rede von Regierungschef Benjamin Netanyahu. Dieser betonte dabei, nur durch militärischen Druck könnten die von der militant-islamistischen Hamas in den Gazastreifen entführten Menschen befreit werden. Angehörige der Geiseln riefen unterdessen von der Tribüne aus im Chor immer wieder „Jetzt, jetzt, jetzt“, um ihrer Forderung nach sofortigen Maßnahmen für die Befreiung der noch mehr als 100 im Gazastreifen festgehaltenen Geiseln Nachdruck zu verleihen. Sie hielten Transparente, auf denen unter anderem „80 Tage Hölle“ stand, wie in Videos zu sehen war; viele forderten eine zweite Feuerpause für einen Austausch der Verschleppten gegen in Israel inhaftierte Palästinenser.
Die Hamas lehnte eine nur vorübergehende Feuerpause im Gaza-Krieg ab und forderte einen dauerhaften Waffenstillstand, teilte die Terrororganisation am Abend mit. Die Hamas reagierte damit auf einen arabischen Medienbericht, nach dem Ägypten einen Entwurf zur Beendigung des Gaza-Krieges in mehreren Stufen erarbeitet habe; wie der saudische TV-Kanal Aschark News am Vortag berichtet hatte, gehe es darum, eine mindestens zwei Wochen andauernde Feuerpause durchzusetzen.
In einem Brief an die Führungsriege der Hamas zeigte sich der Chef der Terrormiliz, Jahia Sinwar, siegesgewiss. Die Kämpfer der Hamas hätten der israelischen Armee bereits immense Verluste zugefügt; mindestens 5.000 israelische Soldaten seien angegriffen und davon ein Drittel getötet, ein weiteres Drittel schwer verletzt und ein weiteres Drittel dauerhaft außer Gefecht gesetzt worden, schrieb er. Die israelischen Truppen seien von dem bewaffneten Arm der Hamas „zerschlagen“ worden und die Hamas werde sich keinesfalls den israelischen Bedingungen unterwerfen.
Ein hochrangiger General der iranischen Revolutionsgarden (IRGC) wurde nach Angaben der Regierung Irans bei einem israelischen Luftangriff in einem südlichen Vorort von Damaskus getötet, wie die staatliche iranische Nachrichtenagentur Irna meldete. General Rasi Mussawi sei in Syrien einer der „erfahrensten Berater“ der Einheiten der Al-Kuds-Brigaden gewesen. Die IRGC drohten Israel mit Rache.
Angaben der IDF zufolge wurden die Leichen von fünf Geiseln aus einem Tunnelnetzwerk im nördlichen Gazastreifen geborgen. Die Armee teilte mit, dass die sterblichen Überreste von drei Soldaten und zwei Zivilisten, die am 7. Oktober aus Israel verschleppt worden seien, in einem weitreichenden Tunnelsystem im Flüchtlingsviertel von Dschabaliya gefunden worden seien. Die in zwei Ebenen angelegten Tunnel dienten den Angaben der IDF zufolge der Terrororganisation Hamas als Kommandozentrale.

### 26. Dezember
Nach Angaben von Bewohnern wurden mehrere Orte im mittleren Bereich des Gazastreifens von israelischem Militär bombardiert.
Die Leichen von 80 Palästinensern wurden aus Israel an den Gazastreifen zurückgebracht und mittels des Roten Kreuzes an die örtlichen Behörden im Palästinensergebiet übergeben. Sie wurden in einem Massengrab auf einem provisorischen Friedhof in der Region Rafah bestattet.

### 27. Dezember
Das israelische Militär veröffentlichte Aufnahmen von israelischen Soldaten, welche dessen Angaben zufolge tief in Chan Yunis im südlichen Gazastreifen operierten; sie seien dabei, Terroristen zu eliminieren und terroristische Infrastruktur zu zerstören. Die IDF sprengten laut eigenen Angaben drei Tunnelschächte, welche sich unter einem Kinderkrankenhaus in Gaza befanden, diese hätten als Kommandoposten für den Kampf gegen Israel gedient. Sie seien mehrere Kilometer lang gewesen und hätten zu anderen strategischen Punkten in Gaza-Stadt geführt. Einige der Schächte hätten Aufzüge sowie Sprengtüren besessen.
Die iranische Revolutionsgarde bezeichnete den Terrorangriff der Hamas auf Israel am 7. Oktober als Rache für die Tötung ihres Generals Ghassem Soleimani Anfang 2020. Die Attacke sei „einer der Vergeltungsakte des Volkswiderstands gegen die USA und die Zionisten für die Ermordung des Märtyrers Soleimani“, sagte Ramesan Scharif, Sprecher der Revolutionsgarde. Die im Gazastreifen regierende militant-islamistische Hamas widersprach umgehend.
Drei mit Sprengstoff beladene Drohnen der Hisbollah schlugen in Grenznähe nahe israelischen Stellungen ein, weitere Raketen schlugen in offenem Gebiet in Nordisrael ein. Die IDF reagierten mit Luftangriffen. Für eine weitere Drohne übernahm der Islamische Widerstand im Irak die Verantwortung.

### 28. Dezember
IDF-Einheiten setzten ihren Kampf gegen Hamas-Einheiten in zwei Stadtvierteln von Gaza-Stadt fort; in diesen befand sich laut Angaben der IDF das letzte stehende Bataillon der Hamas im nördlichen Gazastreifen. Infrastruktur der Hamas in Gebäuden und deren Mitglieder, welche israelische Militärfahrzeuge mit RPGs beschossen hätten, seien unter anderem mit Luftunterstützung eliminiert worden.
Bei einem Messerangriff bei einem Kontrollpunkt nahe Jerusalem wurden zwei Menschen verletzt, der Täter wurde erschossen.
Die Hisbollah im Libanon feuerte bis zu 50 Raketen und mehrere Drohnen auf Israel ab. Das Militär reagierte mit flächendeckenden Angriffen im südlichen Libanon und nahm dabei Infrastruktur der Gruppe ins Visier; einzelne Hisbollah-Gruppen und ein Militärgelände der Gruppe wurden getroffen.
Laut UN-Angaben beschossen israelische Soldaten einen Hilfskonvoi im nördlichen Gazastreifen. Ein Fahrzeug sei beschädigt worden.

### 29. Dezember
Die IDF weiteten nach eigenen Angaben ihre Operationen im Gebiet Chan Yunis aus; Hamas-Kämpfer mit RPGs seien durch Luftangriffe und Panzerbeschuss eliminiert worden. Zudem wurde der Tod eines weiteren Soldaten bekannt, was die Zahl getöteter Soldaten seit Beginn der Offensive auf 169 erhöhte.
Bei einem Autoanschlag nahe einer Siedlung im Westjordanland wurden fünf Soldaten verletzt, der Täter wurde erschossen.
Südafrika reichte beim Internationalen Gerichtshof der UN in Den Haag eine Klage gegen Israel unter Berufung auf die UN-Völkermordkonvention ein. Er beinhaltete als Vorwurf „Akte des Völkermords“ gegen die palästinensische Bevölkerung im Gazastreifen, das Vorgehen der israelischen Streitkräfte habe „einen völkermörderischen Charakter“.

### 30. Dezember
Die Angriffe der israelischen Armee gingen weiter; dutzende Bewaffnete wurden in Gaza mit Unterstützung der Luftwaffe getötet, die intensiven Panzer- und Luftangriffe auf Chan Yunis wurden fortgesetzt. Zudem wurden von der Hamas genutzte Gebäude zerstört und Waffen beschlagnahmt. Die IDF berichteten von drei weiteren getöteten Soldaten im Gazastreifen.
Der militärische Flügel der Volksfront zur Befreiung Palästinas behauptete erstmals, Geiseln in seiner Gewalt zu haben; ein israelischer Luftangriff habe im Gazastreifen demnach einen Soldaten getötet, nachdem ein Versuch gescheitert sei, ihn zu befreien. Auch einige weitere Geiseln seien verletzt worden.
Vom Iran gestützte islamistische Gruppen berichteten, dass es bei einem nächtlichen Luftangriff in Ostsyrien sechs Tote unter ihren Mitgliedern gegeben habe, vier davon von der Hisbollah. Zuvor hatte es einen Angriff militanter iranisch gestützter Gruppen im Irak auf einen US-Militärstützpunkt nahe Erbil gegeben.
Bei einem weiteren Autoanschlag mit einem PKW wurde im Westjordanland ein israelischer Reservist schwer verletzt.
Eine taktische ballistische Rakete der Huthi-Miliz aus dem Jemen traf im Roten Meer das unter der Flagge Singapurs fahrende Containerschiff Maersk Hangzhou der Mærsk-H-Klasse der Reederei Maersk. Anschließend wehrte die USS Gravely zwei weitere Raketen ab.

### 31. Dezember
Die Terrormiliz Huthi griffen das dänische Containerschiff Maersk Hangzhou mit vier Motorbooten an. Dessen Mannschaft konnte nach amerikanischen Angaben einen SOS-Ruf an CENTCOM absetzen, woraufhin Hubschrauber des Flugzeugträgers Dwight D. Eisenhower und des Zerstörers Gravely zur Hilfe kamen; sie wurden demnach von den Huthi-Booten beschossen und erwiderten das Feuer. Drei Boote sanken, während das vierte Boot entkam. Zehn Huthis wurden getötet und zwei verwundet.

## Januar 2024

### 1. Januar
Die Hamas „begann das Jahr 2024“ mit einem Raketenhagel auf Israel, unter anderem auf Tel Aviv. Indessen bekräftigte die Terrororganisation ihre Position: Vor Einstellung der Kämpfe werde sie keine weiteren Geiseln freilassen.
Die israelische Armee teilte mit, bei Luftangriffen im zentralen Gazastreifen sei der Kommandeur der Nukhba-Einheit getötet worden, diese Eliteeinheit sei an den Massakern vom 7. Oktober 2023 beteiligt gewesen. Zudem seien bei Angriffen Hamas-Mitglieder getötet und deren Waffen beschlagnahmt worden.
Laut der New York Times kündigte das israelische Militär an, dass es zumindest vorübergehend mit dem Abzug mehrerer Tausend Soldaten aus Gaza beginnen werde. Die Reservisten von mindestens zwei Brigaden würden in dieser Woche nach Hause geschickt und weitere drei Brigaden zur Ausbildung nach Israel zurückkehren.
In einem täglichen Statement kündigte die Armee an, man weite die Offensive südlich von Gaza-Stadt auf den zentralen Gazastreifen aus; Hamas-Bewaffnete seien getötet sowie deren Standorte bombardiert worden. Das Militär sei dabei, die operative Kontrolle über das Gebiet zu übernehmen.

### 2. Januar
Israel führte einen Luftangriff auf den Stadtteil Dahieh in Beirut durch, bei dem fünf Menschen getötet wurden, darunter der stellvertretende Vorsitzende des politischen Büros der Hamas Saleh al-Arouri sowie zwei hochrangige Hamas-Militärführer.
Die USA zogen ihren Flugzeugträger Gerald R. Ford aus dem östlichen Mittelmeer ab, wohin er nach dem Terrorangriff der Hamas beordert worden war.

### 3. Januar
Die Times of Israel berichtete unter Berufung auf Geheimdienstexperten von einem Tunnelsystem der Hisbollah im Libanon. Es habe im Südlibanon eine Länge von Hunderten von Kilometern.
Libanons Außenminister Abdallah Bou Habib stand Medienberichten zufolge mit der Hisbollah in Kontakt, um diese zu bewegen, nach dem Drohnenangriff auf den Hamas-Anführer nicht selbst einzugreifen. Die UNIFIL forderte Israel und Hisbollah zur Zurückhaltung auf.
Die Hisbollah reklamierte im Laufe des Tages zehn Angriffe entlang der Grenze für sich. Zwei israelische Soldaten erlitten durch einen Angriff mit einer Panzerabwehrrakete auf eine Militärstellung leichte Verletzungen. Bei israelischen Gegenschlägen wurden neun Mitglieder der Hisbollah getötet, wie die Terrorgruppe bekannt gab; es sei für die Hisbollah einer der tödlichsten Tage seit Kriegsbeginn gewesen.
Die IDF gaben einen weiteren gescheiterten Befreiungsversuch einer Geisel bekannt: Bereits am 8. Dezember 2023 sei es nicht gelungen, Sahar Baruch aus Hamas-Gefangenschaft zu befreien. Zwei israelische Soldaten seien dabei laut Militär schwer verletzt worden, die Todesursache der Geisel sei noch nicht bekannt.

### 4. Januar
Volker Türk, UN-Hochkommissar für Menschenrechte, verurteilte Äußerungen der rechtsextremen israelischen Kabinettsmitglieder Itamar Ben-Gvir und Bezalel Smotrich über eine mögliche Massenvertreibung von Palästinensern aus dem Gazastreifen als „sehr verstörend“. Das internationale Recht verbiete gewaltsame Umsiedlungen und Deportationen von geschützten Personen in und aus besetzten Gebieten, sagte Türk auf X. Israels Kulturminister Miki Zohar, Mitglied der konservativen Likud-Partei von Ministerpräsident Benjamin Netanyahu, kritisierte seine Kabinettskollegen und dementierte, dass Israel an solchen Gesprächen beteiligt sei. Auch die Regierungen Deutschlands, Großbritanniens, der USA und Frankreichs und EU-Chefdiplomat Josep Borrell verurteilten diese Aussagen.
Die Huthis starteten ein Drohnenboot, das etwa 24 km in die internationalen Schifffahrtswege fuhr und dann detonierte, ohne Schaden anzurichten. Es kam bis auf wenige Meilen an Kriegsschiffe der US-Marine und Handelsschiffe heran.

### 6. Januar
Die israelische Nichtregierungsorganisation Peace Now veröffentlichte, dass seit dem 7. Oktober 2023 Siedler im Westjordanland neun sogenannte Außenposten und Straßen bauten. Diese Baumaßnahmen werden von der UNO als völkerrechtswidrig eingestuft und sind nach israelischem Recht illegal. Die israelische Menschenrechtsorganisation Jesch Din vermeldete schon Tage zuvor einen neuen Höchststand der Gewalttaten israelischer Siedler gegen Palästinenser im Westjordanland 2023. Das Amt der Vereinten Nationen für die Koordinierung humanitärer Angelegenheiten (Ocha) dokumentierte für das vergangene Jahr 1225 derartige Angriffe.
In der Nacht flog die israelische Luftwaffe laut Spiegel einen Angriff auf Dschenin im Westjordanland, bei dem sechs Palästinenser getötet wurden; zuvor war es dort zu Kämpfen zwischen Palästinensern und der israelischen Armee gekommen.

### 8. Januar
Die Hisbollah vermeldete den Tod von Wissam al-Tawil, einem ranghohen Kommandeur ihrer Elite-Truppe Radwan. Unter Berufung auf Insider aus israelischen Sicherheitskreisen erklärte Der Spiegel, dass al-Tawil durch einen israelischen Angriff getötet worden sei.

### 9. Januar
Die israelische Armee entdeckte nach eigenen Angaben eine große unterirdische Waffenfabrik, in der weit reichende Raketen und Mörsergranaten hergestellt worden seien, die den Terroristen über ein Tunnelsystem im gesamten Gazastreifen zur Verfügung gestanden hätten.
In Medien wurde bekannt, dass Südkoreas Geheimdienst Belege für den Einsatz nordkoreanischer Waffen durch die Hamas haben soll. Dieser habe das Foto einer in Nordkorea hergestellten F-7-Panzerfaust veröffentlicht, die von der Hamas benutzt worden sei, berichtete die südkoreanische Zeitung JoongAng Ilbo. Die Markierungen auf dem Zünder seien koreanisch.

### 11. Januar
Die israelische Armee weitete ihre Einsätze in Chan Yunis im Süden des Gazastreifens nach eigenen Angaben über und unter der Erde aus, dabei seien bislang allein im Bereich von Chan Yunis mehr als 300 Tunneleingänge und mehr als 100 Tunnel zerstört worden. In einem offenbar mit großem finanziellen Aufwand gebauten Tunnel unter der Stadt seien zuvor israelische Geiseln festgehalten worden. Brigadegeneral Dan Goldfus sagte nach Angaben der Times of Israel, die Armee habe ihre Strategie inzwischen geändert; während man anfangs nur Eingänge zu den Tunneln aufgespürt und zerstört habe, gingen jetzt Soldaten hinein. Der Kern der Hamas befinde sich im Untergrund und dort werde man die Terrorgruppe besiegen. Die Führung der Hamas um Yahya Sinwar wird von den IDF im Tunnelnetzwerk im Bereich von Chan Yunis vermutet.
Die israelische Armee bezeichnete die zwei bei einem Luftangriff im Gazastreifen drei Tage zuvor getöteten palästinensischen Journalisten des Fernsehsenders Al-Dschasira Hamsa Wael Dahduh und Mustafa Thuria als Mitglieder von Terrororganisationen. Geheimdienstinformationen hätten bestätigt, dass Thuria der Brigade der Hamas in Gaza-Stadt und Dahduh dem Islamischen Dschihad angehört habe. Vor dem tödlichen Luftangriff hätten die beiden Männer Drohnen bedient, die eine direkte Gefahr für Soldaten der IDF dargestellt hätten.
Für die Hisbollah im Libanon erklärte der stellvertretende Vorsitzende des Exekutivrats, Ali Damusch, die Organisation habe seit Ausbruch des Gaza-Krieges und der Gefechte an der Grenze zu Israel nur einen Bruchteil ihrer Fähigkeiten, „nämlich Waffen, Raketen und Fachkenntnisse“ gezeigt.
Der Ex-Chef des Inlandsgeheimdienstes Schin Bet Ami Ajalon äußerte, es sei eine der großen Fehleinschätzungen, anzunehmen, dass die Palästinenser kein Volk seien. Palästinenser definierten sich als Volk und seien „bereit, für ihre Unabhängigkeit zu töten und getötet zu werden“, sagte er der Zeitung „Haaretz“. Als israelische Strategie nach dem Krieg sprach er sich dafür aus, den palästinensischen Fatah-Politiker Marwan Barghouti freizulassen, der 2004 wegen der Beteiligung an mehreren Anschlägen zu fünffach lebenslänglicher Haft verurteilt wurde und seitdem im Gefängnis sitzt. Barghouti sei der einzige Palästinenserführer, „der gewählt werden und eine vereinte und legitime palästinensische Führung auf einen Weg der einvernehmlichen Trennung von Israel führen kann“, so Ajalon.
Die US-Marine enterte im Arabischen Meer vor der Küste Somalias eine Dau und beschlagnahmte auf dieser im Iran hergestellte Komponenten für ballistische Raketen und Marschflugkörper für die Huthi. Es war die erste derartige Beschlagnahmung seit Beginn der Huthi-Angriffe auf Schiffe. Die Dau versenkte die US-Marine nach eigenen Angaben, weil sie nicht mehr fahrtüchtig schien, und nahm 14 Besatzungsmitglieder gefangen. Zwei Navy Seals werden seit der Aktion vermisst.

### 12. Januar

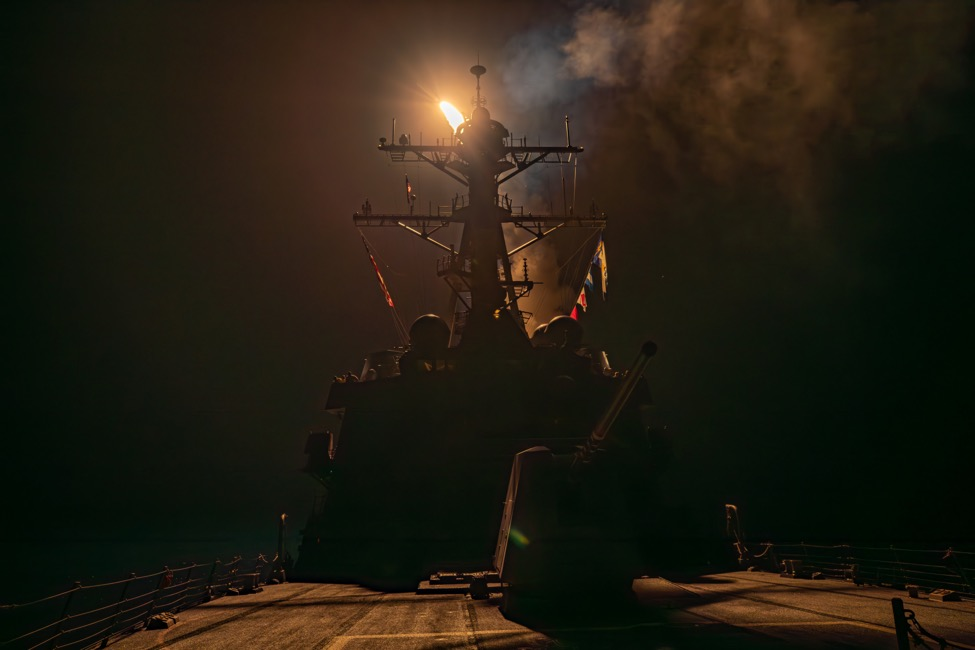
Tomahawk-Marschflugkörper werden von einem US-Zerstörer abgeschossen

Am 12. und 13. Januar 2024 starteten die Vereinigten Staaten und das Vereinigte Königreich mit Unterstützung Australiens, Bahrains, Kanadas und der Niederlande mit Luft- und Marschflugkörpern Raketenangriffe auf Huthi-Kräfte im Jemen als Reaktion auf die Attacken der Huthi auf Handelsschiffe im Roten Meer. Die Angriffe der Huthi dienten der Unterstützung der Hamas im Krieg zwischen Israel und der Hamas und wurden am Tag vor dem Angriff vom Sicherheitsrat der Vereinten Nationen verurteilt. US-Präsident Joe Biden erklärte, er habe die Angriffe angeordnet, während der britische Premierminister Rishi Sunak sein Kabinett einberief, um die britische Beteiligung zu genehmigen. Nach Angaben amerikanischer Beamter sollten die Angriffe die Fähigkeit der Huthi beeinträchtigen, Ziele im Roten Meer anzugreifen; nach Angaben der Terrororganisation wurden mindestens fünf Personen getötet und sechs verwundet.
Die Huthi kündigten Vergeltung an, „Amerika und Großbritannien werden bereit sein müssen, einen hohen Preis zu zahlen“, sagte ein Vertreter der Gruppe laut dem Huthi-Fernsehsender Al Massirah. Der türkische Präsident Recep Tayyip Erdogan kritisierte den Militärschlag als „unverhältnismäßige Gewaltanwendung“. Die beiden Länder versuchten, das Rote Meer in ein „Meer aus Blut“ zu verwandeln, sagte er nach den Freitagsgebeten in Istanbul. Er habe von unterschiedlichen Quellen gehört, dass die Rebellen sich erfolgreich gegen die Angriffe zur Wehr setzten.
Israel erwirkte nach eigenen Angaben eine Medikamentenversorgung der von der Hamas festgehaltenen Geiseln. Eine entsprechende Vereinbarung sei mit dem Emirat Katar getroffen worden, teilte das Büro von Premierminister Benjamin Netanyahu mit. Im Gegenzug dafür solle Israel Medikamente für die palästinensische Bevölkerung im Gazastreifen liefern.
Das größte Krankenhaus im Gazastreifen nahm nach Angaben der Weltgesundheitsorganisation (WHO) den Betrieb teilweise wieder auf. Ein Team der WHO und Partner hätten das Al-Schifa-Krankenhaus im Norden des Küstenstreifens erreicht und 9.300 Liter Kraftstoff sowie medizinische Hilfsgüter für 1.000 Trauma- und 100 Dialysepatienten liefern können.
Die Angriffe am 12. Januar begannen gegen 2:30 Uhr arabischer Standardzeit (UTC+3). Amerikanische Kampfjets, die mit präzisionsgelenkten Bomben ausgerüstet waren, wurden von regionalen Stützpunkten aus entsandt. Gleichzeitig starteten 22 Jets, darunter F18, vom Flugzeugträger Dwight D. Eisenhower. Darüber hinaus starteten von der Philippine Sea, Gravely und Mason sowie dem U-Boot Florida Tomahawk-Marschflugkörper. Die BBC berichtete, dass vier Eurofighter Typhoon der Royal Air Force, die vom Stützpunkt Akrotiri auf Zypern aus eingesetzt wurden, an dem Angriff beteiligt waren. Zwei Luftbetankungsflugzeuge des Typs Voyager der Royal Air Force unterstützten den Einsatz. Generalleutnant Douglas Sims gab bekannt, dass die Streitkräfte der USA und der Koalition mehr als 150 Geschosse eingesetzt haben, um mehr als 60 Ziele an fast 30 Orten zu treffen.
Das britische Verteidigungsministerium gab bekannt, dass es zwei Standorte ins Visier genommen habe. Der erste Standort, Bani im Nordwesten Jemens, sei für den Start von Aufklärungs- und Angriffsdrohnen genutzt worden. Der zweite Standort sei der Flugplatz ʿAbs, der nach Angaben des Verteidigungsministeriums für den Abschuss von Marschflugkörpern und Drohnen über dem Roten Meer genutzt worden sei.
Es wurden Explosionen in Sanaa, Al-Hudaida und Dhamar gemeldet. Zu den Zielen gehörten Logistikzentren, Luftabwehrsysteme und Waffenlager. Einem von den Huthi betriebenen Nachrichtensender zufolge wurden der Flughafen al-Hudaida, Flughafen Taʿizz, der Luftwaffenstützpunkt al-Dailami nördlich von Sanaa, ein Flughafen bei Hajjah und ein Lager östlich von Saʿda getroffen.

### 13. Januar
Einen weiteren Angriff starteten die US-amerikanischen Streitkräfte nach eigenen Angaben des US Central Command um 3:45 Uhr arabischer Standardzeit (UTC+3) am 13. Januar. Dabei seien von der Carney aus Tomahawk-Marschflugkörper gegen Infrastruktur der Huthi eingesetzt worden.
US-Präsident Joe Biden erklärte, dass die Defensivmaßnahme, eine Reaktion auf die eskalierenden Angriffe der Huthi-Rebellen auf Handelsschiffe, erst nach eindeutigen Warnungen an die Huthi und einer umfassende diplomatischen Initiative erfolgt sei. Er fügte hinzu, dass er nicht zögern werde, weitere Maßnahmen zu ergreifen, um „unsere Bevölkerung und den freien Fluss des internationalen Handels zu schützen, wenn nötig“.
Die Reaktionen im Kongress waren gemischt: Einige unterstützten die Angriffe, andere verurteilten Biden dafür, dass er ohne Zustimmung des Kongresses militärische Gewalt einsetzte. Einige Kritiker meinten, dass Biden gemäß Artikel 1 der Verfassung die Genehmigung des Kongresses einholen müsse, bevor er eine Militäraktion einleite, obwohl die War Powers Resolution von 1973 es dem Präsidenten erlaubt, einseitig militärische Maßnahmen zu ergreifen, aber den Kongress innerhalb von 48 Stunden benachrichtigen müsse. Der Führer der Republikaner im Senat, Mitch McConnell, begrüßte die Aktion, sagte aber, die Entscheidung des Präsidenten sei überfällig.
Mehrere Stunden nach den Angriffen versammelten sich Demonstranten von Code Pink und der ANSWER-Koalition vor dem Weißen Haus. In New York City versammelten sich pro-palästinensische Demonstranten am Times Square.
Bundesaußenministerin Annalena Baerbock kündigte politische Unterstützung an.

### 14. Januar
Hunderte israelische Unternehmen traten als Zeichen der Solidarität mit den mehr als 130 Geiseln im Gazastreifen in einen 100 Minuten langen Streik; sie folgten damit einem Aufruf der Histadrut, des Dachverbands der Gewerkschaften, am 100. Tag nach dem Überfall der Hamas.
Der Sprecher des bewaffneten Arms der Hamas, Abu Obeida, erklärte, die Hamas habe keine Informationen mehr über den Verbleib vieler ihrer Geiseln. Vermutlich seien viele getötet worden, erklärte Obeida im Fernsehen und wies Israel die Verantwortung dafür zu.

### 15. Januar
Die Huthi-Miliz bestätigte den Raketenangriff auf ein US-Schiff im Golf von Aden, der Beschuss habe zu einem „direkten Treffer“ geführt. Alle britischen und US-Schiffe und Kriegsschiffe, die an der „Aggression“ gegen den Jemen beteiligt seien, würden zu Zielen. Zuvor hatte das US-Militär mitgeteilt, dass eine von den Milizen abgefeuerte Rakete ein Containerschiff getroffen habe.

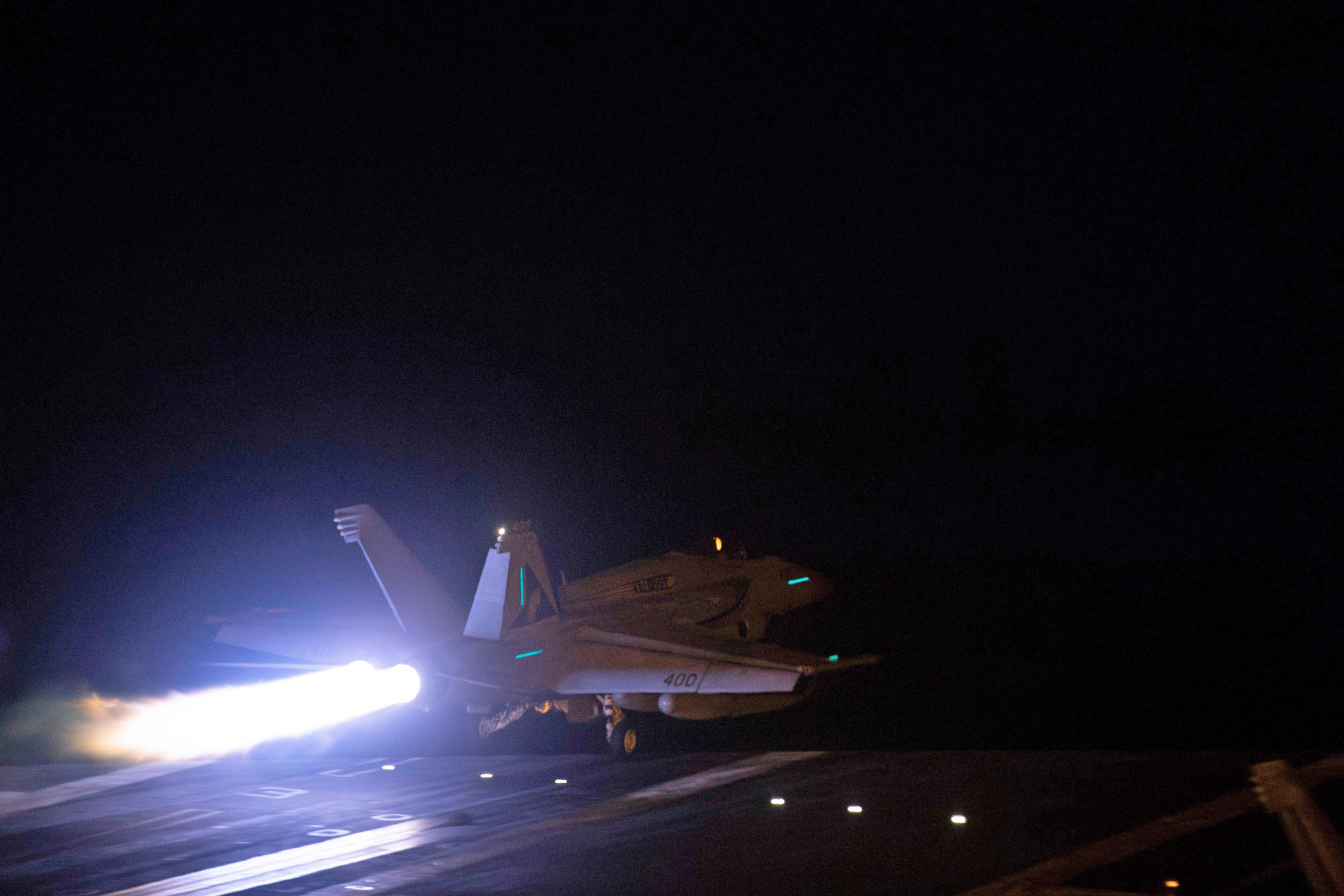
Ein F/A-18 der US Navy beim Start von einem Flugzeugträger

Der israelische Verteidigungsminister Yoav Gallant kündigte eine Reduzierung der Militäroffensive im Süden des Gazastreifens an, schloss aber einen unmittelbaren Waffenstillstand aus. Es würden noch führende Mitglieder der Hamas verfolgt, sagte er, diese seien der „Kopf der Schlange“. Sie versteckten sich vermutlich in der Stadt Chan Yunis im Süden. Auf diese Gegend hatte sich die israelische Offensive zuletzt konzentriert. Yoav Gallant äußerte zudem bei einer Pressekonferenz, nach dem Ende des Krieges werde Gaza von Palästinensern regiert werden.
Drei UN-Organisationen forderten Israel auf, für humanitäre Hilfslieferungen in den Gazastreifen auch seinen Hafen Aschdod zur Verfügung zu stellen. Die Lieferung von Lebensmitteln und Hilfsgütern hänge auch von der Öffnung neuer Zugangswege in das Palästinensergebiet ab, erklärten das Welternährungsprogramm (WFP), das UN-Kinderhilfswerk UNICEF und die Weltgesundheitsorganisation (WHO) in einer gemeinsamen Mitteilung.
Die Hamas verkündete den angeblichen Tod von zwei weiteren im Gazastreifen festgehaltenen Geiseln, sie seien bei israelischen Bombenangriffen getötet worden. Die Hamas veröffentlichte ein Video, in dem eine junge Frau, die ebenfalls als Geisel gefangen gehalten wird, den Tod der beiden Männer bekanntgab. Das israelische Militär widersprach der Darstellung der Hamas.

### 16. Januar
Das israelische Militär fand nach eigenen Angaben einen strategisch wichtigen Tunnel der Terrormiliz Hamas und zerstörte ihn durch Pioniereinheiten. Die mehrere hundert Meter lange Anlage habe Norden und Süden des Gazastreifens verbunden und sei neun Meter unter dem Wadi Gaza verlaufen, das Nord- und Süd-Gaza trennt.
Saudi-Arabiens Außenminister Faisal bin Farhan erklärte auf dem Weltwirtschaftsforum in Davos, sein Land halte eine Anerkennung Israels für möglich, sofern eine größere Übereinkunft auch einen eigenen Palästinenser-Staat umfasse: „Wir sind uns einig, dass zum regionalen Frieden auch ein Frieden für Israel gehört, aber das kann nur durch einen Frieden für die Palästinenser in Form eines palästinensischen Staates geschehen“. Er bejahte die Frage, ob Saudi-Arabien dann Israel im Rahmen einer größeren politischen Vereinbarung anerkennen würde.
Irans Religionsführer Ali Chamenei lobte laut der Nachrichtenagentur IRNA den Kampf der Huthi-Miliz gegen Israel: „Die Nation des Jemen und Ansar Allah (Huthi) haben in der Tat eine große Arbeit geleistet“.

### 20. Januar
Das israelische Militär fand nach eigenen Angaben im Gazastreifen einen Tunnel, der in einem Teil als Verlies für aus Israel verschleppte Menschen gedient hat. „Nach dem, was wir wissen, sind darin 20 Geiseln in stickiger Luft mit wenig Sauerstoff und furchtbarer Luftfeuchtigkeit, die das Atmen erschwert, festgehalten worden“, sagte Armeesprecher Daniel Hagari auf einer Pressekonferenz. Der Tunnel sei unter dem Haus eines Hamas-Terroristen in Chan Junis entdeckt worden. Zu dem Verlies seien israelische Soldaten gelangt, nachdem sie einem unterirdischen Gang in einer Tiefe von 20 Metern etwa einen Kilometer gefolgt seien. Einige der dort zeitweise gefangen gehaltenen Geiseln seien inzwischen durch einen Austausch freigekommen.
In Tel Aviv verlangten die Teilnehmer einer Kundgebung das sofortige Ende des Krieges, um die noch mehr als 100 Geiseln in der Gewalt von Hamas-Terroristen freizubekommen. „Stellt die Kämpfe ein, bezahlt den Preis!“, zitierten israelische Medien einen der Redner, dessen Cousin unter den Geiseln war.

### 21. Januar
Die Hamas bezeichnete den Angriff auf Israel vom 7. Oktober in ihrer ersten öffentlichen Stellungnahme als „notwendigen Schritt“ und eine „normale Antwort“ angesichts „all der israelischen Verschwörungen gegen das palästinensische Volk“. Gleichzeitig räumte die Terrorgruppe ein, bei der „Durchführung der Operation Al-Aqsa-Flut“ seien aufgrund „des schnellen Zusammenbruchs des israelischen Sicherheits- und Militärsystems und des Chaos in den Grenzgebieten“ zwischen dem Gazastreifen und Israel „möglicherweise einige Fehler geschehen“.

### 23. Januar
Israel schlug laut einem Bericht des Nachrichtenportals Axios eine zweimonatige Feuerpause vor, wenn im Gegenzug schrittweise alle Geiseln freigelassen würden; das sei Inhalt eines Angebots, das den Vermittlern aus Ägypten und Katar übergeben worden sei. Im Rahmen des Plans sollten sich Israel und die Hamas den Angaben nach im Vorfeld auf eine Zahl palästinensischer Häftlinge einigen, die im Austausch für jede Geisel freigelassen würden. Anschließend solle über den Namen jedes Palästinensers verhandelt werden.

### 25. Januar
Einwohner des Gazastreifens demonstrierten in der Stadt Chan Yunis gegen den Krieg zwischen Israel und der Hamas. Nach Angaben der israelischen Tageszeitung Haaretz forderten Hunderte Teilnehmer „beide Parteien“ auf, die Kämpfe einzustellen. Am Tag zuvor hätten dutzende Menschen in Deir al-Balah gegen den Krieg protestiert und dabei auch die Freilassung der aus Israel entführten Geiseln gefordert.

### 26. Januar
Der Internationale Gerichtshof kam im Eilverfahren Südafrikas gegen Israel zu dem Schluss, dass die Klage Südafrikas gegen Israel plausibel sei und entschied mit großer Mehrheit, dass Israel umgehend alle erforderlichen Maßnahmen ergreifen müsse, um sicherzustellen, dass im Rahmen des Kriegs in Israel und Gaza keine Handlungen stattfänden, die unter die Völkermord-Konvention fallen. Israel wurde aufgefordert, Schutzmaßnahmen zu ergreifen, um sicherzustellen, dass die militärischen Handlungen nicht gegen Art. II der Völkermord-Konvention verstoßen, und zudem dazu angehalten, die Versorgungslage in Gaza zu verbessern und Genozid-Anstachelungen im Land zu sanktionieren. Diese Maßnahmen muss Israel laut Beschluss des Gerichts zum Eilantrag Südafrikas in einem Bericht dokumentieren. Das geforderte Ende des Militäreinsatzes ordnete das Gericht nicht an. Die Richter befassten sich hierbei noch nicht mit dem Hauptvorwurf der Klage Südafrikas – ob ein Völkermord stattgefunden habe. Für einen definitiven Entscheid darüber wird das Gericht mehrere Jahre brauchen. Israel hatte die Abweisung der Klage beantragt.
Israel übermittelte dem UN-Palästinenserhilfswerk UNRWA Informationen über die mutmaßliche Beteiligung mehrerer Mitarbeiter am Terrorangriff der Hamas auf Israel 2023. Die UNRWA kündigte daraufhin an, eine mögliche Beteiligung mehrerer seiner Mitarbeiter am Hamas-Massaker in Israel zu prüfen. „Ich habe die Entscheidung getroffen, die Verträge dieser Mitarbeiter sofort zu kündigen und eine Untersuchung einzuleiten, um unverzüglich die Wahrheit herauszufinden“, sagte UNRWA-Generalkommissar Philippe Lazzarini. Es seien „schockierende Anschuldigungen“. UN-Generalsekretär António Guterres zeigte sich entsetzt über die Nachricht.

### 27. Januar
Der israelische Außenminister Israel Katz verlangte in einem Online-Beitrag, weitere Staaten sollten dem Beispiel der USA, Australiens, Kanadas, des Vereinigten Königreichs, Italiens und Finnlands folgen, die Finanzierung des UNRWA aufgrund der Vorwürfe gegen inzwischen entlassene Mitarbeiter einzustellen, diese seien in den Überfall der Hamas auf Israel im Oktober verwickelt gewesen. Das Auswärtige Amt und das Entwicklungsministerium teilten mit, bis zum Ende der Aufklärung werde Deutschland in Abstimmung mit anderen Geberländern temporär keine neuen Mittel für das UNRWA in Gaza bewilligen. In einer Erklärung bat der Leiter des UNRWA Philippe Lazzarini die Länder, die ihre Finanzierung ausgesetzt hatten, ihren Kurs zu ändern, und sagte: „Diese Entscheidungen bedrohen unsere laufende humanitäre Arbeit in der gesamten Region, einschließlich und insbesondere im Gazastreifen“.

### 28. Januar
Israels Außenminister forderte nach den Vorwürfen gegen Mitarbeiter den Rücktritt des UNRWA-Chefs Philippe Lazzarini. Israels Regierungssprecher Eylon Levy warf dem UNRWA zudem vor, eine „Front der Hamas“ zu sein, und schrieb auf X: „Es deckt die Hamas buchstäblich“. Die UN-Sonderberichterstatterin für die Palästinensergebiete Francesca Albanese kritisierte den Zahlungsstopp mehrerer Länder an das UNRWA als potentiell rechtswidrig. Die Länder bestraften mit ihrem Zahlungsstopp „kollektiv Millionen von Palästinensern zum kritischsten Zeitpunkt“ und verletzten damit „wahrscheinlich ihre Verpflichtungen gemäß der Völkermordkonvention“. UN-Generalsekretär António Guterres kündigte rasche Konsequenzen an: „Jeder UN-Mitarbeiter, der in Terrorakte verwickelt ist, wird zur Rechenschaft gezogen werden, auch durch strafrechtliche Verfolgung“, sagte er laut einer Mitteilung der Vereinten Nationen. Eine Untersuchung durch das UN-Büro für interne Aufsichtsdienste sei unverzüglich eingeleitet worden.
Die Anschuldigungen betreffen konkret Geiselnahme, Waffenlieferungen sowie ein Massaker in einem Kibbuz, bei dem 97 Menschen getötet wurden. Sieben der insgesamt zwölf Männer sollen Lehrer sein, die palästinensische Kinder an UN-betriebenen Schulen unterrichteten. Bei weiteren Beschuldigten soll es sich um einen Verwaltungsangestellten und den Verantwortlichen einer Lagerhalle handeln. Ein Sozialarbeiter aus Nuseirat soll dabei geholfen haben, die Leiche eines israelischen Soldaten in den Gazastreifen zu bringen. Er habe außerdem den Hamas-Terroristen Munition bereitgestellt und sich am Tag der Anschläge um die Koordination von Fahrzeugen gekümmert. Von neun der Beschuldigten trennte sich das UN-Hilfswerk inzwischen. Zwei weitere sind nach UNRWA-Angaben tot. Zehn Männer sollen Mitglieder der Hamas gewesen sein, einer dem Islamischen Dschihad angehört haben. Das UNRWA hat im Gazastreifen 13.000 Mitarbeiter und ist dort der größte Arbeitgeber. Die Nichtregierungsorganisation UN Watch untersuchte in einer Studie Äußerungen von Lehrerinnen und Lehrern des UNRWA zum Terrorangriff der Hamas auf Israel 2023 in sozialen Medien. Sie kommt zu dem Ergebnis, dass 20 Lehrkräfte und andere Mitarbeitende der Organisation den Überfall gefeiert hatten. Bereits in einer früheren Studie hatte UN Watch radikale Einstellungen bei dem Lehrpersonal kritisiert.
Um die Fortsetzung der humanitären Hilfe für die Palästinenser unabhängig vom UNRWA zu ermöglichen, stockte die deutsche Bundesregierung Hilfen an das Internationale Komitee vom Roten Kreuz und das UN-Kinderhilfswerk UNICEF um sieben Millionen Euro auf.
In Tel Aviv demonstrierten tausende Menschen und verlangten den Rücktritt von Ministerpräsident Benjamin Netanyahu, weil er angeblich keinen Plan für den Gaza-Krieg und die Zeit danach habe. Sie warfen ihm außerdem vor, für die schlechte Vorbereitung und die verspätete Reaktion der Sicherheitskräfte am 7. Oktober verantwortlich zu sein.
Nach anhaltenden Protesten von Geisel-Angehörigen gegen die Einfuhr von Hilfsgütern in den Gazastreifen erklärte Israel den Grenzübergang Kerem Schalom zum militärischen Sperrgebiet, der Zutritt zum umliegenden Gebiet sei nur noch mit schriftlicher Erlaubnis möglich. Damit wollte das Militär Demonstranten daran hindern, weiterhin die Einfuhr von Lastwagen in den Küstenstreifen zu blockieren. Die Veranstalter der Proteste kündigten jedoch an, sie wollten ihre Aktionen fortsetzen, sie seien gegen die Einfuhr von Hilfsgütern, solange Geiseln im Gazastreifen festgehalten werden. Israel hatte den Übergang Kerem Schalom Mitte Dezember geöffnet, um die Einfuhr von mehr Hilfsgütern in das umkämpfte Gebiet zu ermöglichen.
In Jerusalem forderten Tausende Menschen bei einer Kundgebung die Rückkehr jüdischer Siedler in den Gazastreifen. Unter den Teilnehmern der Konferenz befanden sich auch zwölf Minister von Netanjahus Likud-Partei sowie der Minister für öffentliche Sicherheit, Itamar Ben Gvir, und Finanzminister Bezalel Smotrich – beide von den rechtsextremen Parteien der Regierungskoalition. Es sei an der Zeit, die freiwillige Auswanderung der Palästinenser aus dem Gazastreifen zu fördern, sagte Ben Gvir. „Wenn wir keinen weiteren 7. Oktober wollen, müssen wir das Gebiet kontrollieren“, sagte er. Mehrere Redner betonten, dass die Rückkehr von jüdischen Siedlern in den Gazastreifen die einzige Möglichkeit sei, die Sicherheit für die Menschen in Israel zu gewährleisten. Israels Regierungschef Netanyahu bezeichnete eine Rückkehr jüdischer Siedler in den Gazastreifen hingegen als „kein realistisches Ziel“. Auch einen eigenständigen Palästinenserstaat lehnte er allerdings ab.

### 29. Januar
Der Sprecher des Nationalen Sicherheitsrates der USA, John Kirby, verurteilte die Forderungen einiger israelischer Politiker nach einer Rückkehr jüdischer Siedler in den Gazastreifen als unverantwortlich. Er schränkte allerdings ein, es seien nur ein paar der Minister aus dem Kabinett des israelischen Regierungschefs Benjamin Netanjahu an der Veranstaltung beteiligt gewesen, bei der die Forderungen gestellt wurden.
Ein Sprecher der Regierung sagte, Israel habe inzwischen zwei von vier Bataillonen der radikal-islamischen Hamas in der Umgebung von Chan Junis zerschlagen, bei den Kämpfen dazu im südlichen Gazastreifen seien mehr als 2000 radikale Palästinenser getötet worden.
Israels Verteidigungsminister Joaw Galant kündigte einen israelischen Militäreinsatz an der Grenze zum Libanon in naher Zukunft an. Israelische Truppen würden aus dem Gazastreifen in den Norden des Landes verlegt und nahe der libanesischen Grenze „sehr bald in Aktion treten, damit die Kräfte im Norden verstärkt werden“, sagte Galant bei einem Besuch von Einheiten an der Grenze zum Gazastreifen.

### 30. Januar
Das Ausmaß der mutmaßlichen Verbindung von Mitarbeitern des UNRWA zu Terrororganisationen im Gazastreifen erwies sich einem Medienbericht zufolge größer als bislang angenommen. Das Wall Street Journal berichtete unter Berufung auf Geheimdienstberichte, rund zehn Prozent aller rund 12.000 im Gazastreifen beschäftigten Mitarbeiter des Hilfswerks UNRWA hätten Verbindungen zur Hamas oder zum Islamischen Dschihad. „Das Problem der UNRWA sind nicht nur ‚ein paar faule Äpfel‘, die in das Massaker vom 7. Oktober verwickelt waren“, wurde ein hoher israelischer Regierungsbeamter zitiert. „Die Institution als Ganzes ist ein Hort für die radikale Ideologie der Hamas.“ Israel forderte eine umfassende Reform des UNRWA. Israels Botschafter in Deutschland, Ron Prosor, sagte dem Tagesspiegel „UNRWA steckt schon lange mit den Terroristen unter einer Decke“, schon die Attentäter des Münchner Olympia-Massakers von 1972 seien Absolventen von UNRWA-Schulen gewesen. Er begrüßte, dass nun „im großen Stil“ Finanzmittel für UNRWA zurückgehalten würden.
Ein Bündnis aus 21 internationalen Nichtregierungsorganisationen kritisierte die Aussetzung der Zahlungen an das UNRWA scharf. Sie seien „zutiefst besorgt und empört“, dass einige der wichtigsten Geldgeber ihre finanzielle Unterstützung einstellten, „während sich die humanitäre Katastrophe in Gaza von Tag zu Tag verschlimmert“, erklärten die Organisationen, unter ihnen Oxfam, Save the Children und die NRC Flüchtlingshilfe.
Israels Armee bestätigte erstmals, Tunnel der Hamas im Gazastreifen geflutet zu haben. Ziel sei es, „die unterirdische Terrorinfrastruktur im Gazastreifen zu neutralisieren“, dabei seien große Wassermengen in die Tunnel geleitet worden. Das Militär sprach von einem „bedeutenden technischen und technologischen Durchbruch“ im Anti-Terror-Kampf. Mit Bodenanalysen werde sichergestellt, dass dadurch das Grundwasser nicht beeinträchtigt werde; so sei nur in geeignete Tunnelrouten Wasser hineingepumpt worden.
Israels Sicherheitsminister Itamar Ben-Gvir drohte in Bezug auf die Verhandlungen über eine längere Waffenruhe im Gaza-Krieg mit dem Austritt seiner Partei aus der Regierungskoalition von Ministerpräsident Benjamin Netanyahu. Sollte es ein „rücksichtsloses“ Abkommen mit der Hamas zur Freilassung von Geiseln geben, werde seine Partei Jüdische Kraft die Koalition verlassen.

### 31. Januar
Israels Ministerpräsident Benjamin Netanyahu forderte vor Diplomaten in Jerusalem ein Ende des Mandats des UN-Hilfswerks UNRWA. „Es gibt andere Agenturen der UN. Es gibt andere Agenturen auf der Welt. Sie müssen die UNRWA ersetzen“, ergänzte er, das UNRWA sei völlig von der Hamas unterwandert. Dabei sei eine neutrale Hilfsorganisation im Gazastreifen sehr wohl nötig, das UNRWA könne aber nicht diese Organisation sein.
Im Streit über eine Zweistaatenlösung im Nahost-Konflikt wiederholte Israels Außenminister Israel Katz, dass sein Land noch einige Jahre lang die Sicherheitsverantwortung im Gazastreifen behalten wolle. Dies gelte so lange, „bis wir sicher sind, dass wir nicht mehr von den Einwohnern von Gaza getötet werden“, äußerte er gegenüber der Bild-Zeitung, Welt TV sowie Politico.
Im Irak kündigte die proiranische Miliz Kataib Hisbollah an, ihre Angriffe auf US-Militärstützpunkte in der Region auszusetzen. Die Gruppe wolle eine Blamage für die irakische Regierung verhindern, hieß es in einer Erklärung, die über Telegram verbreitet wurde. Seit Beginn des Kriegs in Nahost hatten proiranische Milizen fast täglich Angriffe auf US-Militärstützpunkte im Irak und in Syrien verübt, die US-Regierung reagierte darauf mit Luftangriffen auf solche Milizen in beiden Ländern.